# Нумбами
Нумбами (Siboma, Sipoma) — папуасский язык, на котором говорят в одной прибрежной деревне округа Лаэ провинции Моробе в Папуа — Новой Гвинее. Язык находится под угрозой исчезновения, так как находится под влиянием языков бугавак, ток-писин, а использование языка ябем в религии снижается. Нумбами — фонологически консервативный изолят (не считая хуон-галфских языков) и последний австронезийский язык на южном побережье залива Хуон-Галф. Его ближайший родственник располагается вдоль побережья в 270 км к юго-востоку от языков арифама-миниафиа и маисин в провинции Оро (северная провинция и бывшая колония провинции Папуа).

## Фонология
В языке нумбами различаются 5 гласных и 18 согласных. Звук /s/ является фрикативным, но его звонкий и пренасализованный эквиваленты являются аффрикатами, различающимися больше между альвеолярными звуками [(n)dz] и [(n)dʒ]. Плавный звук /l/ обычно оказывается как [ɾ]. Лабиальный аппроксимант слегка фрикативный, который стремится к звуку [β], когда следует за переднеязычными гласными.

#### Гласные
|         | Переднеязычные | Центральные | Заднеязычные |
| ------- | -------------- | ----------- | ------------ |
| Высокие | i              |             | u            |
| Средние | e              |             | o            |
| Низкие  |                | a           |              |

#### Согласные
|                   | Билабиальные | Дентальные | Альвео-палатальные | Велярные |
| ----------------- | ------------ | ---------- | ------------------ | -------- |
| Глухие            | p            | t          | s                  | k        |
| Звонкие           | b            | d          | z                  | g        |
| Пренасализованные | -mb-         | -nd-       | -nz-               | -ŋg-     |
| Носовые           | m            | n          |                    | ŋ        |
| Плавные           |              | l          |                    |          |
| Аппроксиманты     | w            |            | y                  |          |